# Falls (contea di Bucks)
Falls è una township degli Stati Uniti d'America, nella contea di Bucks nello Stato della Pennsylvania. Secondo il censimento del 2010 la popolazione è di 34.300 abitanti.

## Società

### Evoluzione demografica
La composizione etnica vede una maggioranza di quella bianca (86,5%), seguita dagli afroamericani (5,80%) dati del 2010.
| township di Falls Popolazione |        |
| 2000                          | 34 865 |
| 2010                          | 34 300 |